# Tragique Odyssée

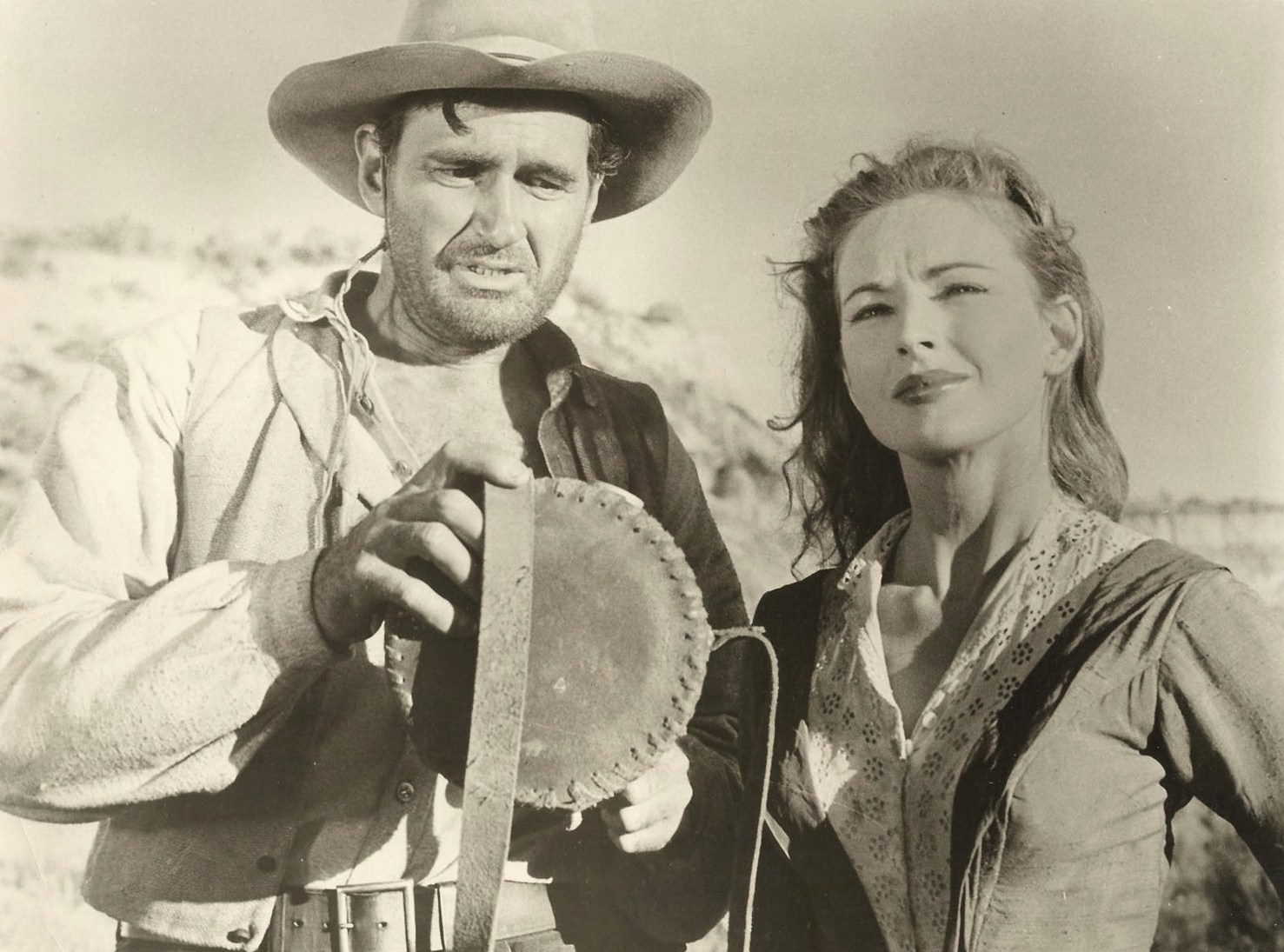
Jeff Morrow et Coleen Gray.

Tragique Odyssée (Copper Sky) est un film américain réalisé par Charles Marquis Warren et sorti en 1957.

## Synopsis
Les Apaches chassent les habitants d'une petite ville du Far West, excepté un détenu qui était dans la prison. Une charmante institutrice arrive sur place peu après, et ils essayent ensemble de se sauver.

## Fiche technique
- Réalisation : Charles Marquis Warren
- Scénario : Eric Norden d'après une histoire de Robert Stabler
- Producteur : Robert Stabler
- Photographie : Brydon Baker
- Montage : Michael Luciano
- Musique : Raoul Kraushaar[2]
- Production : Regal Films, Emirau Productions
- Distributeur : 20th Century Fox
- Durée : 77 minutes
- Date de sortie :
  - États-Unis : septembre 1957

## Distribution
- Jeff Morrow : Haxon 'Hack' Williams
- Coleen Gray : Nora Hayes
- Strother Martin : Pokey
- Paul Brinegar : Charlie Martin
- John Pickard : Trooper Hadley
- Patrick O'Moore : Colonel Thurston
- Jack Lomas : Lawson
- William Hamel : Trumble
- Dorothy Schuyler : Townswoman

## Production
Certaines scènes du film ont été tournées dans le Johnson Canyon et le Kanab Canyon en Utah.